# Davit Bedinadze
Davit Bedinadze –en georgiano: დავით ბედინაძე– (Batumi, 5 de febrero de 1985) es un deportista georgiano que compitió en lucha grecorromana. Ganó dos medallas en el Campeonato Mundial de Lucha, oro en 2007 y plata en 2006, y dos medallas en el Campeonato Europeo de Lucha, plata en 2006 y bronce en 2005.

## Palmarés internacional
| Campeonato Mundial | Campeonato Mundial | Campeonato Mundial | Campeonato Mundial |
| Año                | Lugar              | Medalla            | Categoría          |
| ------------------ | ------------------ | ------------------ | ------------------ |
| 2006               | Cantón (China)     | Medalla de plata   | 60 kg              |
| 2007               | Bakú (Azerbaiyán)  | Medalla de oro     | 60 kg              |
| Campeonato Europeo |                    |                    |                    |
| Año                | Lugar              | Medalla            | Categoría          |
| 2005               | Varna (Bulgaria)   | Medalla de bronce  | 60 kg              |
| 2006               | Moscú (Rusia)      | Medalla de plata   | 60 kg              |